# Alidada

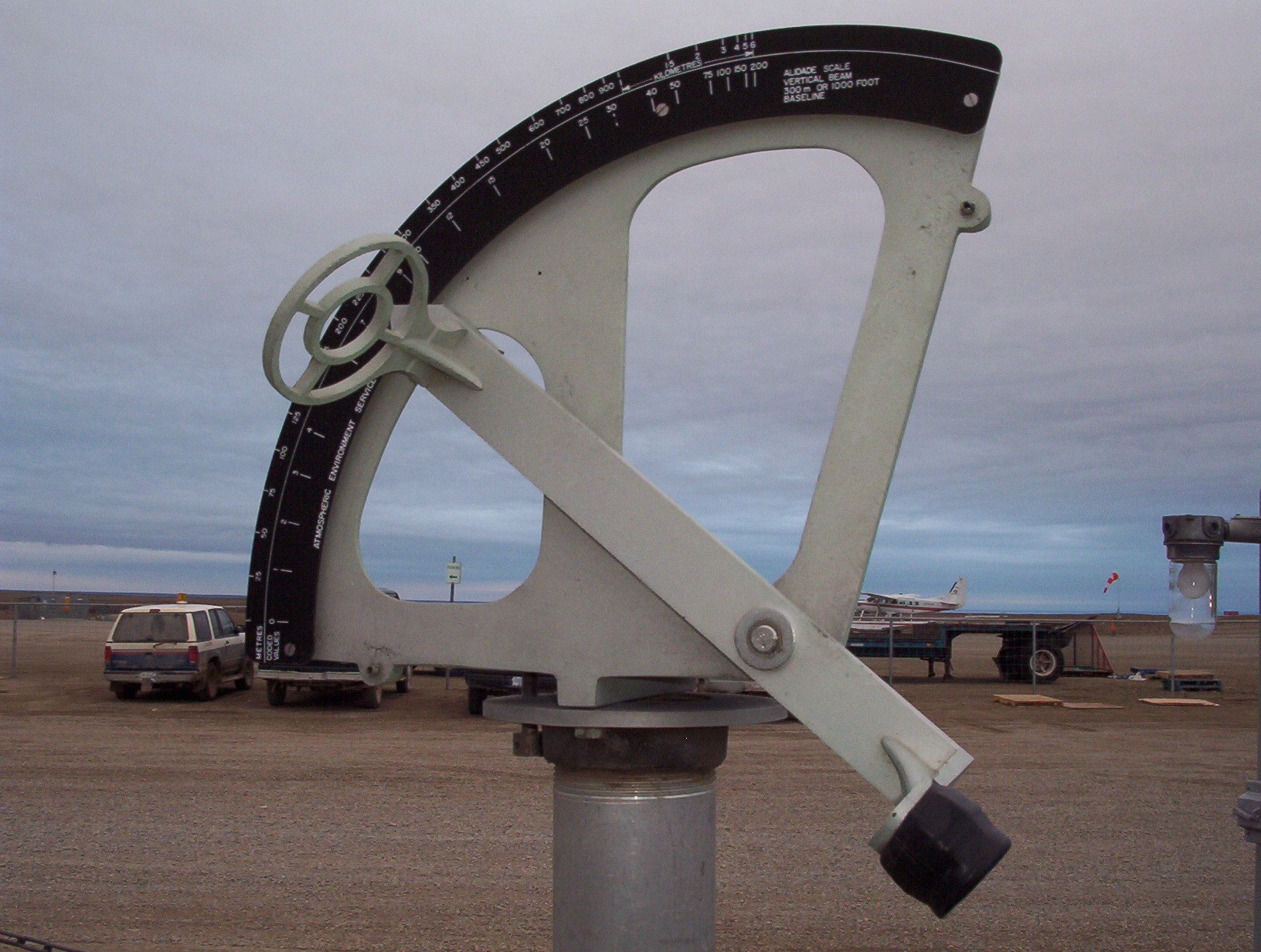
Alidada

Alidada – ruchoma część teodolitu lub sekstantu mogąca obracać się względem spodarki i limbusa. Na alidadzie znajdują się libelle służące do poziomowania teodolitu, urządzenia odczytowe pozwalające wykonać odczyt podziałki kątowej limbusa.